# New Way to Be Human
| Recensione          | Giudizio |
| ------------------- | -------- |
| Jesus Freak Hideout |          |
| AllMusic            |          |
| Cross Rhythms       |          |

New Way to Be Human è il secondo album in studio del gruppo alternative rock statunitense Switchfoot. Il brano Only Hope è stato incluso nella colonna sonora del film I passi dell'amore - A Walk to Remember.

## Filosofia dei testi
I brani Sooner or Later (Soren's Song) e Something More (Augustine's Confession) sono basate sui lavori di due filosofi: Something More è basata sulle Confessioni di Sant'Agostino; riguardo Sooner or Later Jon Foreman ha affermato «Prima o poi tutti dobbiamo affrontare la terrificante realtà che c'è molto di sbagliato nel mondo... È la canzone di Søren... Questi sono i suoi pensieri, per come riesco a comprenderli meglio» alludendo alla filosofia del filosofo danese Søren Kierkegaard. La canzone è, inoltre, basata sull'idea di Jean-Paul Sartre che gli uomini sono «condannati ad essere liberi».

## Tracce
Testi e musiche di Jon Foreman, tranne dove indicato.
1. New Way to Be Human – 3:36 (Jon Foreman, Douglas Kaine McKelvey)
2. Incomplete – 4:13 (Jon Foreman, Tim Foreman)
3. Sooner or Later (Soren's Song) – 3:58
4. Company Car – 3:13
5. Let That Be Enough – 2:38
6. Something More (Augustine's Confession) – 4:00 (Jon Foreman, Douglas Kaine McKelvey)
7. Only Hope – 4:13
8. Amy's Song – 4:30
9. I Turn Everything Over – 3:21
10. Under the Floor – 3:55

## Formazione
Switchfoot
- Jon Foreman - voce, chitarra, pianoforte, tromba
- Tim Foreman - basso, cori
- Chad Butler - batteria, percussioni

Musicisti aggiuntivi
- Tony Miracle - sintetizzatore
- David Davidson - violino
- Bob Mason - violoncello
- Sam Levine - clarinetto basso, flauto
- Mike Haynes - tromba
- Mark Douthit - sax tenore